# Tony Vogel
Tony Vogel (Oxfordshire, 29 de junio de 1942 – 27 de julio de 2015) fue un actor británico. Uno de sus papeles más destacados fue el papel del discípulo Andrés en la miniserie de Franco Zeffirelli Jesús de Nazaret (1977) y el papel principal en la adaptación televisiva de 'Dick Barton.

## Filmografía
- Isadora, de Karel Reisz (1968)
- El último valle (The Last Valley), de James Clavell (1971)
- Capitán Apache (Captain Apache), de Alexander Singer (1971)
- Jesús de Nazaret, de Franco Zeffirelli (1977)
- El factor humano (The Human Factor), de Otto Preminger (1979)
- El final de Damien (The Final Conflict), de Graham Baker (1981)
- Raiders of the Lost Ark, de Steven Spielberg (1981)
- Marco Polo,  de Giuliano Montaldo (1982) - miniserie TV
- I paladini - Storia d'armi e d'amori, de Giacomo Battiato (1983)
- Cry Freedom, de Richard Attenborough (1987)
- Laggiù nella giungla, de Stefano Reali (1987)
- Cellini, una vida violenta (Una vita scellerata), de Giacomo Battiato (1990)
- A Season of Giants, de Jerry London (1990)
- La isla de los delfines azules (Blue Dolphin - L'avventura continua), de Giorgio Moser (1990)
- Waterland, de Stephen Gyllenhaal (1990)
- The Baby of Mâcon, de Peter Greenaway (1993)
- Misión imposible, de Brian De Palma (1996)
- La Odisea (The Odyssey), de Andrej Končalovskij (1997) - miniserie TV
- Los Miserables: La leyenda nunca muere (Les Misérables), de Bille August (1998)
- Mi Napoleón (The Emperor's New Clothes), de Alan Taylor (2001)
- Miracle, de Gavin O'Connor (2004)
- Silk, de François Girard (2007)